# Hinterer Brochkogel
De Hintere Brochkogel ([ˈhɪntəʀɐ ˈbʀɔχˌkoːɡl̩]ⓘ) is een 3628 meter (volgens andere bronnen 3635 meter) hoge berg in de Ötztaler Alpen in het Oostenrijkse Tirol.
De berg ligt in de Weißkam, tussen de Vernagtferner en de Taschachferner in. De top ligt ten westen van de Wildspitze, een top die vaak in combinatie met de Hintere Brochkogel wordt beklommen, ten oosten van de Petersenspitze en ten zuiden van de lagere Vordere Brochkogel (3562 meter). Een tocht naar de top wordt vaak ondernomen vanaf de Breslauer Hütte (zuidoostelijk gelegen), de Vernagthütte (zuidwestelijk gelegen), de Braunschweiger Hütte (noordoostelijk gelegen) of het Taschachhaus (noordwestelijk gelegen).